# Radio City
Radio City var tre radiostationer som sände i Stockholm, Skåne och Göteborg. Det ursprungliga namnet var i Stockholm SAF Radio, då man sände på närradion i Stockholm. Senare blev man SAF Radio City och slutligen "Radio City" då man började sända som kommersiell lokalradiostation i de tre storstäderna under 1993 och 1994.

## Historia

### Stockholm
SAF Radio var en närradiostation i Stockholm. Svenska arbetsgivarföreningen finansierade projektet. SAF Radio startades 1986 och sände på frekvenserna 88,9, 90,5 och 95,3 FM i huvudstaden. Namnet ändrades efter hand till SAF Radio City för att anpassas inför den kommande lanseringen av kommersiell radio i Sverige. Stationen blev senare Radio City på frekvensen 105,9 när den kommersiella lokalradion släpptes fram 1993.
Radio City i Stockholm lades ner 2004 på grund av dåliga lyssnarsiffror. Stationen ersattes den 1 april 2004 av The Voice. 

### Göteborg
I Göteborg som startats av Patrik Itzel och Rolf Legefors. I Göteborg var namnet från början "Radio City -  SAF Näringslivsradio" men enbart "Radio City" användes som stationssignal. Namnet kom att ändras till "City 103", "City Radio" och sedan "City 107".

### Skåne
Även i Skåne drevs stationen av produktionsbolaget Inner City Broadcasting och man använde namnet "SAF Radio City", men ändrade 1992 till "City Radio". Kanalen sände på vardagar mellan 24.00 och 18.00 på Staffanstorps närradios frekvens 102,6 MHz. Under övriga tider sände Staffanstorps föreningsradio program på frekvensen. På fredagskvällar sände dock City Radio "Groove Radio" med 'Swedish Eagle', vilket gjorde att Staffanstorps närradio utgick.
City Radio i Skåne bytte namn och frekvens 1993. Det nya namnet blev, liksom i Göteborg; "City 107". Detta gjorde att närradion i Staffanstorp fick full tillgång till frekvensen 102,6.   

### Övrigt
Stationerna i Göteborg och Malmö integrerades under första halvan av 2006 med Mix Megapol och fick då det tillfälliga namnet Mix Megapol Radio City. De bytte senare namn till enbart Mix Megapol. I samband med förändringen försvann rikssändningen av Mix Megapol i Göteborg och Skåne och ersattes av The Voice. 
Det fanns även en kanal med namnet Radio City Karlstad. Stationen ingick i nätverket Fria Media som under 2006 köptes upp av SBS Radio. Vid övertagandet ersattes kanalen med Mix Megapol.

## Programledare genom tiderna
Perry Altemark / Med vid starten hösten 1987

Alf Kylfält / Med vid starten hösten 1987

Margareta Anderberg / Med vid starten hösten 1987

Peter Eklund / Med vid starten hösten 1987

Mikael Nyström / Med vid starten hösten 1987

## Frekvenser förMix Megapol Radio City
- Göteborg: 107,3 (Slavsändare: Kungsbacka 104,3, Kungälv 92,5)
- Lund: 107,0 (Slavsändare: Malmö 92,6)